# 鄭至芝
鄭至芝（Gigi Cheng），香港舞台劇演員、導演，「iStage」創辦人兼藝術總監，香港藝術發展局戲劇審批員及香港舞台劇獎評審。現為劇場教育工作者及戲劇工作者。

## 生平
畢業於香港演藝學院戲劇學院，獲取藝術學士（榮譽）學位，主修表演，演出逾七十多齣劇作。2011年，獲上海話劇藝術中心邀請演出《撒嬌女王》，並在廣州、深圳、鄭州、鄂爾多斯、南京、福州、北京、上海等地作巡迴演出。近期作品包括︰iStage 《走音大聯萌·重演》《聖誕老人玩轉聖誕假》《老友大逃亡》《Ｄ之殺人事件》、《獨坐婚姻介紹所》、《走婚》、《走音大聯盟萌》、《大報復》、《相聚21克》、《美麗誘罪》、《二度告白》、劇道場《宮本武藏》；香港戲劇協會《茶館》；中英劇團《海倫．凱勒》。
2005年，創辦了iStage.hk，以普及劇場資訊，時任主持、監製及策劃「iStage Podcast」，以口述訪問形式記錄了當代香港劇場實況。2007年，劉浩翔與鄭至芝正式成立「iStage」，並製作舞台劇演出。iStage現為香港藝術發展局一年資助藝團，由2015年起成為上環文娛中心場地伙伴。由成立至今已演出逾數百場表演（當中包括學校巡迴演出及社區巡迴演出）。劇作多次獲提名香港舞台劇獎以及香港小劇場獎。
鄭至芝主力出演及執導劇作，以及與傷健人士合作多套舞台劇，如︰《音階起跌》、《美女與野獸》、《走音大聯萌》、《老友大逃亡》、《美人魚之手》、《反斗莫扎特與僕人》、《活著就是精彩》等。同時間，鄭至芝致力於協助視障人士進行藝術活動，例如多次與「香港展能藝術會」合作，擔當口述影像員、司儀、評判；為「香港失明人互聯會」主辦之音樂劇《音階起跌》執導；與WeTV 無障礙媒體合作監製並主演廣播劇《9966擂台陣》以及即將廣播的《一起走過的日子》。 
鄭至芝於2017年獲國際青年商會香港總會頒發2017十大傑出青年。其曾於2013年獲香港藝術發展局頒發藝術新秀獎（戲劇），及於2016年獲城市女青年商會頒發「全港時尚專業女性」。其演出也曾獲多項提名，於2011年憑《美麗誘罪》獲提名香港小劇場獎最佳女主角；於2014年憑《海倫．凱勒》獲提名香港舞台劇獎最佳女主角（悲劇/正劇），以及於2016年憑《大報復》獲提名香港舞台劇獎最佳女配角（喜劇/鬧劇）。

### 曾參演劇目
| 主辦單位                  | 出演日期           | 劇目名稱                                                                |
| ------------------------- | ------------------ | ----------------------------------------------------------------------- |
| 春天舞台                  | /                  | 《上海之夜》                                                            |
| 麥秋製作                  | /                  | 《美狄亞》                                                              |
| 戲場空間                  | /                  | 《正宗浴室》                                                            |
| 一條褲製作                | /                  | 《黑暗燃燒》                                                            |
| 春天舞台                  | /                  | 《聊齋新誌》                                                            |
| 麥秋製作                  | /                  | 《玻璃動物園》                                                          |
| 好戲量                    | /                  | 《與高行健玩遊戲》                                                      |
| 余振球製作                | /                  | 《正宗酒吧》                                                            |
| 香港新愛樂交響樂團        | /                  | 《仙樂飄飄處處聞》                                                      |
| 中英劇團                  | /                  | 《香港電影第一Take──黎民偉‧開麥拉﹗》                                   |
| 戲場空間                  | /                  | 《細鳳》                                                                |
| 中英劇團                  | /                  | 《係嘅，特首》                                                          |
| 同流工作坊                | /                  | 《脫色》                                                                |
| 7A班戲劇組                | /                  | 《像我這樣的一個城市》                                                  |
| 7A班戲劇組                | /                  | 《美人魚手記》                                                          |
| 影話戲                    | /                  | 《攻心》                                                                |
| 影話戲                    | /                  | 《7仔》                                                                 |
| 灣仔劇團                  | /                  | 《橫觀直看打斜LOOK》                                                    |
| 致群劇社                  | /                  | 《人啊，人！》                                                          |
| 香港聾劇團                | /                  | 《美女與野獸》（首演）                                                  |
| 灣仔劇團                  | /                  | 《彌敦道兩岸》 （重演）                                                 |
| 香港話劇團                | 2007年2月          | 《三三不盡》                                                            |
| iStage x 楚城             | 2007年6月          | 《潮州姑爺》                                                            |
| 中英劇團                  | 2007年7月          | 《月亮傳說》                                                            |
| 劇場空間                  | 2007年9月          | 《點點隔世情》                                                          |
| 影話戲                    | 2008年3月          | 《狐狸小姐你想點》                                                      |
| 7A班戲劇組                | 2008年6月          | 《幸福太太》                                                            |
| 香港中樂團x中英劇團       | 2008年7月          | 《木蘭傳說》                                                            |
| 香港音樂劇藝術學院        | 2008年8月          | 《小島情尋夢》                                                          |
| 香港聾劇團x香港展能藝術會 | 2008年10月         | 《美女與野獸》（重演）                                                  |
| 團劇團                    | 2009年1月          | 《Blogway show》                                                        |
| 中英劇團                  | 2009年3月          | 《搶奪芳心喜自由》                                                      |
| 團劇團                    | 2009年5月          | 《寢室物語》                                                            |
| 香港中樂團 x 中英劇團     | 2009年7月          | 《女媧傳說》                                                            |
| iStage x 楚城             | 2009年9月          | 《相聚21克》（首演）                                                    |
| 灣仔劇團                  | 2009年10月         | 《橫觀直看打斜look》（重演）                                            |
| 團劇團                    | 2009年10月         | 《讓我愛一次》                                                          |
| 香港音樂劇藝術學院        | 2009年11月         | 《睡衣遊戲》                                                            |
| 團劇團                    | 2010年1月          | 《一夜歌．一夜情 2010》                                                 |
| 影話戲 x 糊塗戲班         | 2010年4月          | 《獨坐婚姻介紹所》（無限求愛版）                                        |
| 影話戲                    | 2010年5月          | 《獨坐婚姻介紹所》（上海）                                              |
| 劇場空間                  | 2010年6月          | 《點點隔世情》（重演）                                                  |
| 香港音樂劇藝術學院        | 2010年7月          | 《愛麗斯通識事件簿》                                                    |
| 中英劇團                  | 2010年8月          | 《天才一瞬》                                                            |
| iStage                    | 2010年9月          | 《相聚21克》（重演）                                                    |
| iStage                    | 2010年11月         | 《美麗誘罪》（鄭至芝憑本劇獲提名香港小劇場獎最佳女主角）                |
| 上海話劇藝術中心          | 2011年             | 《撒嬌女王》（國內巡迴演出逾二十場）                                    |
| 香港戲劇工程              | 2011年3月          | 《愛情莎翁》                                                            |
| 香港戲劇工程              | 2011年8月          | 《第十二夜》                                                            |
| Arts’Options x iStage     | 2011年8月          | 《教我如何不愛爸》                                                      |
| 影話戲x iStage            | 2011年8月          | 《獨坐婚姻介紹所》（七度公演）                                          |
| 劇場空間                  | 2012年9月          | 《坷廬謀殺案》                                                          |
| iStage                    | 2012年9月          | 《二度告白》                                                            |
| 澳門無名劇團              | 2012年11月         | 《職場抗戰日記》                                                        |
| iStage                    | 2013年6月          | 《奪命追魂Call》                                                        |
| 劇道場                    | 2013年8月          | 《宮本武藏》                                                            |
| 中英劇團                  | 2013年10月         | 《海倫．凱勒》（鄭至芝憑本劇獲提名香港舞台劇獎最佳女主角（悲劇/正劇）） |
| 唯獨舞台                  | 2014年2月          | 《DOGs》                                                                |
| 香港戲劇協會x香港理工大學 | 2014年4月          | 《茶館》                                                                |
| iStage                    | 2014年4月          | 《二度告白》（重演）                                                    |
| iStage                    | 2014年11月         | 《走婚》                                                                |
| iStage                    | 2015年5月          | 《大報復》（鄭至芝憑本劇獲提名香港舞台劇獎最佳女配角（喜劇/鬧劇））     |
| iStage                    | 2015年9月          | 《祠堂告急》                                                            |
| iStage                    | 2015年12月         | 《走音大聯萌》                                                          |
| iStage                    | 2016年3月          | 《走婚》（重演）                                                        |
| 劇道場                    | 2016年5月          | 《春雨歸來》                                                            |
| iStage                    | 2016年11月         | 《獨坐婚姻介紹所》（八度公演）                                          |
| iStage                    | 2017年8月          | 《D之殺人事件》                                                         |
| iStage                    | 將於2017年8月演出  | 《獨坐婚姻介紹所》（九度公演）                                          |
| iStage                    | 將於2017年12月演出 | 《聖誕老人玩轉聖誕假》                                                  |
| iStage                    | 將於2018年3月演出  | 《七級豬集團》                                                          |
| iStage                    | 2018年8月          | 《相聚21克》（重演）                                                    |

### 曾參與廣播節目
鄭至芝曾於加拿大參與電台廣播節目「華僑之星」為DJ，而在香港也有參與廣播事務。
| 主辦單位         | 出演日期          | 劇目名稱                     |
| ---------------- | ----------------- | ---------------------------- |
| 華僑之星(加拿大) | /                 | 《Yes 偶像大本營》           |
| 華僑之星(加拿大) | /                 | 《再遇溫柔》                 |
| WeTV無障礙媒體   | 2017年1月         | 《9966擂台陣》（廣播劇）     |
| WeTV無障礙媒體   | 將於2017年6月啟播 | 《一起走過的日子》（廣播劇） |

### 導演作品包括
| 主辦單位           | 出演日期   | 劇目名稱                                       |
|                    |            | 主舞台演出                                     |
| ------------------ | ---------- | ---------------------------------------------- |
| 香港失明人互聯會   | 2012年     | 《音階起跌》 （主舞台演出）                    |
| 香港失明人互聯會   | 2013年     | 《音階起跌》（重演）（主舞台演出）             |
| iStage             | 2015年12月 | 《走音大聯萌》（主舞台演出）                   |
| iStage             | 2016年8月  | 《老友大逃亡》（主舞台演出）                   |
| iStage             | 2017年12月 | 《聖誕老人玩轉聖誕假》（主舞台演出）           |
|                    |            | 其他類型演出                                   |
| iStage             | 2014年1月  | 《反斗莫扎特與僕人》（學校巡迴及社區巡迴演出） |
| iStage             | 2014年6月  | 《4D美食大巡禮》（社區巡迴演出）               |
| iStage             | 2015年7月  | 《美人魚之手》（學校巡迴及社區巡迴演出）       |
| iStage             | 2015年10月 | 《香港寶地逐個睇》（社區巡迴演出）             |
| iStage             | 2015年11月 | 《勇者救魔塔》（學校巡迴及社區巡迴演出）       |
| 活著就是精彩話劇團 | 2016年     | 《活著就是精彩》及重演（社區演出）             |
| iStage             | 2017年5月  | 《至叻遊戲王》（學校巡迴及社區巡迴演出）       |